# Derrick Evans
Pour les articles homonymes, voir Evans.
Derrick Evans, né le 2 avril 1985 à Prichard, en Virginie-Occidentale est un homme politique américain. Cet éducateur et entraîneur de football américain a été brièvement élu (républicain, représentant du District 19 en 2020, aux côtés du candidat démocrate Ric Griffith).
Il est membre du Parti républicain (États-Unis) au parlement de la Virginie de l'Ouest, à partir du 1er décembre 2020, mais il donne sa démission le 9 janvier 2021, consécutivement à sa participation à l'assaut du Capitole des États-Unis par des partisans de Donald Trump le 6 janvier 2021 et à son inculpation pénale (il avait été arrêté la veille, le 8 janvier 2021 par le FBI).

## Enfance, éducation
Evans est originaire de Prichard un petit village situé en Virginie occidentale qui en 2010 comptait 527 habitants, près de la rivière Big Sandy affluent de l'Ohio, et desservi par la route américaine 52.
Après avoir fréquenté l'université Marshall durant un an, il a obtenu un baccalauréat de l'université de West Liberty.

## Carrière

### Début de carrière
Evans a d'abord travaillé comme enseignant au lycé, et entraîneur de football américain dans le comté de Wayne. Il a entraîné l'équipe du lycée de Tolsia de 2013 à 2017.
En janvier 2017, il est embauché comme entraîneur adjoint du quart-arrière pour l'équipe de football américain Virginia Tech Hokies football.

### Activités anti-avortement
Avant de devenir élu, Evans se fait connaître localement comme un militant anti-avortement, adepte de la pratique du doxing (Divulgation publique de données personnelles dans l'intention de nuire à ces personnes).
En 2018 et 2019, il a harcelé les patients, le personnel et les escortes bénévoles de la seule clinique de Virginie-Occidentale à encore pratiquer des avortements.
Evans se montrait en direct, casqué, en train d'affronter des personnes à l'extérieur de la clinique, devant des dizaines de milliers de téléspectateurs.
En plus de hurler des insultes, diffusait en direct (en le répétant plusieurs fois) les noms des employés de la clinique, et en citant des détails personnels sur eux.
Ses activités ont incité la clinique à ériger une clôture de protection de 10 pieds de haut et à demander une protection policière.
Le harcèlement et les menaces faites par Evans a conduit une femme à demander et à recevoir une ordonnance de non-communication (pour « harcèlement criminel présumé et menaces répétées de blessures corporelles ») ; Evans a ensuite violé l'ordonnance.
Evans est également apparu fréquemment dans le siège des élus de l'etat de Virginie de l'Ouest (Capitole), où il a pris des photos et filmé des législateurs de l'État. La déléguée démocrate de l'État, Danielle Walker, a déclaré qu'Evans la qualifiait de « satanique » et assimilait son soutien aux droits des membres des communautés LGBTQ à soutien à la pédophilie.

### Carrière politique
Evans a d'abord brigué un siège de représentant du 19e district en 2016. Il n'a pas été élu, étant alors classé sixième sur sept, à la primaire démocrate. Il s'est ensuite présenté aux élections générales comme libertaire et républicain. Evans a été élu pour représenter le 19e district de sa ville natale de Prichard, Virginie Occidentale. Il a pris ses fonctions le 1er décembre 2020.
Il a été impliqué dans une controverse lors de sa campagne électorale en raison de son appartenance à un groupe de discussion Facebook dans lequel des contenus homophobes et islamophobes ont été déposés et/ou diffusés.

Son collègue délégué John Mandt (participant présumé à la discussion de ce groupe), a ensuite affirmé que les messages lui étaient attribués étaient des faux qui avaient été fabriqués, mais il a néanmoins annoncé sa démission de ses fonctions politique.

Evans a quant à lui, confirmé sa participation à ce groupe de discussion, affirmant en outre qu'il maintenait ses commentaires qualifiant Nihad Awad (Palestinien cofondateur et directeur exécutif du CAIR, Council on American-Islamic Relations) de « terroriste ».

## Participation à l'assaut du Capitole en janvier 2021
Soutenant Donald Trump et ne reconnaissant pas la légitimité de Joe Biden, Evans a participé à l'assaut du Capitole des États-Unis le 6 janvier 2021.
Les publications d'Evans lui-même faite sur les médias sociaux le montrent en train de se rendre à Washington, DC, dans un bus plein d'autres partisans de Donald Trump (dont aucun ne portait de masque ni ne respectait de mesures barrière alors que le pays est en pleine pandémie de COVID-19).

Evans s'est ensuite filmé parmi les émeutiers en train de violer le Capitole,, ;
Dans une vidéo qu'il a téléchargée sur Internet puis supprimée, Evans criait : « Nous sommes dedans! Nous y sommes ! Derrick Evans est dans le Capitole! ».

Associated Press note que dans une vidéo d'Evans en train de tenter de violer le Capitole, on l'entend chanter le nom de Trump à plusieurs reprises.
Evans a ensuite nié toute implication dans toute destruction de propriété qui a eu lieu pendant l'émeute, affirmant qu'il était « simplement là en tant que membre indépendant des médias pour filmer l'histoire ».
Ses actions ont été condamnées par le président de la Chambre de l'État de Virginie-Occidentale Roger Hanshaw, par le chef de la minorité de la Chambre de l'État, Doug Skaff, le sénateur américain Joe Manchin et le gouverneur Jim Justice,.
Deux jours plus tard, Evans a été arrêté et accusé de deux délits qui sont des infractions fédérales. Les chefs d'accusation sont : 
- « être entré ou être resté sciemment dans un bâtiment ou un terrain restreint sans autorisation légale » ;
- « violence et conduite désordonnée sur site du Capitole »[17],[16],[18].

Il a démissionné de la législature de la Virginie Occidentale le jour suivant.
Dans un premier temps, il plaide non coupable, mais le 22 juin 2022, après avoir plaidé coupable, il est condamné à 3 mois de prison. Il purge sa peine du 25 juillet 2022 au 23 octobre, dans la prison de Milan dans l'état du Michigan.

## Vie personnelle
Evans et sa femme Melissa ont trois enfants.

En 2020, ils vivent dans le Comté de Wayne, en Virginie occidentale.